# جيمس كاغني
جيمس كاغني (بالإنجليزية: James Francis Cagney, Jr.) 1899 - 1986ممثل سينمائي أمريكي اكتسب شهرة في أدوار الفتى العنيف المغرور. كان كاغني راقصًا بارعًا أيضًا. وحاز جائزة أوسكار كأفضل ممثل لدوره في فيلم يانكي دودل داندي (1942م). وقد صور الفيلم سيرة حياة جورج كوهان رجل الاستعراضات في برودواي. ظهر كاغني في أكثر من ستين فيلمًا، كان أولها إجازة الخاطئ (1930م). وقد جعل منه دوره رجل عصابات في فيلم عدو الشعب (1931م)، نجمًا سينمائيًا مرموقًا. وقام كاغني بتمثيل عدة أفلام أخرى عن العصابات، منها رجال الحرب (1935م)؛ والعشرينيات الصاخبة (1939م)؛ والغليان الأبيض (1949م). ومن أفلام كاغني الأخرى: استعراض فوتلايت (1933م)؛ السيد روبرتس (1955)؛ امنحني الحب أو اتركني (1955م)؛ واحد اثنان ثلاثة (1961م). ولد جيمس فرانسيس كاغني الابن في مدينة نيويورك. وخلال العشرينيات من القرن العشرين، قام بأدوار في المسرحيات الخفيفة وعلى مسارح بُرودواي في مدينة نيويورك.

## النشأة
وُلِد جيمس فرانسيس «جيمي» كاغني عام 1899 في حي لوير إيست سايد LES في مانهاتن في مدينة نيويورك. ويختلف كتاب سيرة حياته على الموقع الحقيقي: إما في زاوية الجادة دي والشارع الثامن، أو في شقة في الطابق العلوي في 391 إيست في الشارع الثامن، وهو العنوان الموجود في شهادة ميلاده.
والده، جيمس فرانسيس كاغني الأب (1875-1918)، من أصل إيرلندي، كان يعمل ساقي حانة وملاكمًا هاويًا عند ولادة ابنه رغم إدراجه عامل تلغراف في شهادة ميلاد كاغني. كانت والدته كارولين إليزابيث (المولودة في مدينة نيلسون؛ 1877-1945)؛ والدها قبطان سفينة نرويجية، ووالدتها إيرلندية.
كان كاغني الابن الثاني بين سبعة أطفال، توفي اثنان منهم بعد أشهر من ولادتهم. عانى من المرض عندما كان رضيعًا لدرجة أن والدته خشيت أن يموت قبل أن يُعمد. عزا كاغني سوء وضعه الصحي لاحقًا إلى الفقر الذي عانت منه عائلته. انتقلت العائلة مرتين عندما كان ما يزال صغيرًا، أولاً إلى إيست الشارع 79، ثم إلى إيست الشارع 96. حظي بالمسحة المقدسة (سر التثبيت أو سر الميرون) في كنيسة الروم الكاثوليك سان فرانسيس دو سال في منهاتن، حيث أقيمت طقوس الجنازة في نهاية المطاف في الكنيسة ذاتها.
تخرج كاغني ذو الشعر الأحمر والعينين الزرقاوتين من ثانوية ستوفيسانت في مدينة نيويورك عام 1918، وارتاد كلية كولومبيا، حيث عزم على الحصول على تخصص في الفنون. أخذ دروسًا في اللغة الألمانية وانضم إلى فيالق التدريب العسكرية الطلابية، لكنه انسحب بعد فصل دراسي واحد، عائدًا إلى دياره إثر وفاة والده خلال جائحة الإنفلونزا عام 1918.
عمل كاغني في العديد من الوظائف في بداية حياته: مهندس معماري مبتدئ، عامل نسخ لدى جريدة نيويورك سن، أمين مكتبة في مكتبة نيويورك العامة، وفي محل للأجراس، وخطاط، وبواب ليلي. وقد أعطى كل ما جناه لعائلته. حين كان كاغني يعمل في مكتبة نيويورك العامة، التقى فلورنس جيمس، التي ساعدته على دخول مهنة التمثيل. آمن كاغني بالعمل الجاد، وقال في تصريح لاحق «لقد كان الأمر جيدًا بالنسبة لي. أشعر بالأسف على الطفل الذي عاش تجربةً صعبة. فجأة، وجب عليه أن يواجه حقائق الحياة دون أم أو أب ليفعل ما يفكر فيه لنفسه».
بدأ الرقص النقري وهو صغير (مهارة أدت في نهاية المطاف لنيله الجائزة الأكاديمية)، كان يُلقب باسم «كاغني سيلر-دور» بسبب عادته بالرقص في مداخل الأقبية المائلة، كان مقاتل شارع جيد، يدافع عن شقيقه الأكبر هاري -الذي كان طالب طب- عند الضرورة. دخل مجال ملاكمة الهواة، وحصل على المركز الثاني في بطولة لقب ولاية نيويورك للوزن الخفيف. شجعه مدربيه على الوصول إلى الاحترافية، ولكن والدته لم تسمح بذلك. وعمل لاعب كرة قاعدة شبه محترف لصالح فريق محلي، وكان يحلم باللعب في دوري كرة القاعدة الرئيسي.
كان دخوله مجال الأفلام غير عاديًا، إذ كان كاغني يتسلق السياج لمشاهدة التصوير السينمائي لأفلام الممثل جون باني عند زيارته لعمة له كانت تعيش في مدينة بروكلين مقابل استديوهات فيتاغراف. شارك في الأدوار الدرامية لغير المحترفين، بدءًا من مشهد صبي في مسرحية إيحائية صينية في دار لينوكس هيل نيبرهود، واحد من أولى دور حركة الإصلاح في الأمة، حيث مثل أخوه دورًا فيها، وأخرجها فلورنس جيمس، الذي أصبح صديقه لاحقًا. كان في البداية قانعًا بالعمل وراء الكواليس ولم يملك أي رغبة في التمثيل. في إحدى الليالي، مرض هاري، ورغم أن كاغني لم يكن ممثلًا مسرحيًا بديلًا، مكنته ذاكرته الصورية للبروفات من أن يكون بديلًا لأخيه دون أن يقترف أي خطأ.
حظيت فلورنس جيمس بميزة أن تكون أول مخرجة تسمح لكاغني بالتأدية على المسرح. انضم بعد ذلك إلى عدد من الشركات بوصفه ممثلًا في مجموعة متنوعة من الأدوار.

## مسيرته المهنية

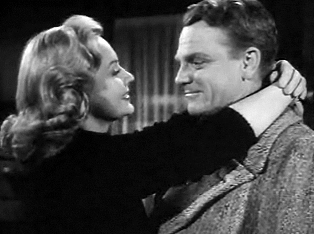
فيرجينيا مايو وجيمس كاجني في فيلم "وايت هيت"

### بدايات مسيرته المهنية 1919-1930
أثناء عمله في متجر واناميكر متعدد الأقسام عام 1919، رآه زميله يرقص وأطلعه على دور في العمل الإنتاجي القادم إيفري سيلور، مسرحية في زمن الحرب كان الكورس فيها مكونًا من جنود يرتدون ملابس نسائية، وكانت في الأصل تحمل اسم كل إيفري وومان. تقدم كاغني لتجارب أداء الكورس رغم اعتباره إياها مضيعة للوقت، لأنه لم يكن يعرف سوى رقصة واحدة فقط، وهي رقصة بيبودي المعقدة، التي كان يجيدها تمامًا. كان ذلك كافيًا لإقناع المنتجين أنه قادر على الرقص، وقام بنسخ حركات الراقصين الآخرين وإضافتها إلى ذخيرته أثناء انتظاره لدوره. لم يجد من الغريب أن يلعب دور امرأة، ولم يكن محرجًا. استذكر لاحقًا كيف امتلك القدرة على إلقاء شخصيته الخجولة الفطرية جانبًا عندما صعد على المسرح: «لأجل ذلك لست أنا نفسي. لست أنا الرجل جيم كاغني على الإطلاق. لقد فقدت بالتأكيد كل ما لدي من الوعي عندما ارتديت التنانير والشعر المستعار والطلاء والمسحوق والريش واللآلئ».
حصلت والدة كاغني على ماتريده، فكانت مهنته المسرحية على وشك الانتهاء عندما استقال من مسرحية إيفري مان بعد شهرين؛ إذ رغم أنها كانت فخورة بأدائه، فضلت أن ينال التعليم. استثقل كاغني الـ 35 دولارًا التي كان يدفعها كل أسبوع، وهو ما استذكر أنه «كان أشبه بجبل من المال بالنسبة لي في تلك الأيام المثيرة للقلق». احترامًا لقلق والدته، حصل على وظيفة عامل في سمسرة المنازل، إلا أن هذا لم يمنعه عن البحث عن المزيد من الأعمال المسرحية، إذ اجتاز تجارب أداء لدور في كورس مسرحية بيتر باتير الموسيقية للمنتج المسرحي ويليام بي فريدلاندر، والذي كسب بسببها 55 دولارًا في الأسبوع (كان يرسل لوالدته 40 دولارًا كل أسبوع). عادته في ممارسة أكثر من وظيفة في وقت واحد كانت قوية جدًا، فكان يعمل أيضًا موظف تلبيس لأحد ممثلي الأدوار الرئيسية، وحمل أمتعة طاقم الممثلين، وأعطى دروسًا لأدوار الأعمال المسرحية لممثلي الأدوار الرئيسية. كانت فرانسيس ويلارد «بيلي» فيرنون البالغة من العمر 16 عامًا من بين الممثلين الذين شاركوا في الكورس، وتزوجا عام 1922.
مثل هذا العرض بداية ارتباط كاغني مع فودفيل وبرودوي والذي استمر لمدة 10 سنوات. كان أفراد عائلة كاغني من أوائل سكان فري أكريس، وهي تجربة اجتماعية أسسها بولتون هول في بيركلي هايتس في نيوجيرسي.
لم يكن عمل بيتر باتير ناجحًا بشكل كبير، لكنه كان جيدًا بما يكفي للاستمرار مدة 32 أسبوعًا، ما مكّن كاغني من الانضمام إلى جولة الفودفيل (الاستعراض المسرحي). قام مع فيرنون بجولات منفصلة مع عدد من الفرق المسرحية، واتحدا مرة ثانية تحت اسم «فيرنون وني» للقيام بأعمال كوميدية روتينية وعدد من المقاطع الغنائية. كان «ني» عبارةً عن إعادة ترتيب لآخر مقطع من اللقب كاغني. كانت بارك وراند وليتش عددًا من الفرق المسرحية التي انضم إليها كاغني، مغطيًا الفراغ الذي تركه رحيل آرشي ليتش الذي بدّل اسمه لاحقًا لكاري غرانت.
انتقل كاغني وفيرنون عام 1924، بعد سنوات من التجوال والكفاح لكسب المال، إلى هاوثورني في كاليفورنيا، من جانب ليلتقي كاغني بحماته الجديدة، التي كانت قد انتقلت حديثًا من شيكاغو، ومن جانب آخر للاستقصاء عن إمكانية الدخول في مجال أفلام.

## Filmography
| Year | Film                                                     | Role                                           | Notes                                  |
| ---- | -------------------------------------------------------- | ---------------------------------------------- | -------------------------------------- |
| 1930 | Sinners' Holiday                                         | Harry Delano                                   | Film debut                             |
| 1930 | The Doorway to Hell                                      | Steve Mileaway                                 |                                        |
| 1931 | How I Play Golf, by Bobby Jones No. 11: 'Practice Shots' | Himself                                        | uncredited                             |
| 1931 | Blonde Crazy                                             | Bert Harris                                    |                                        |
| 1931 | Smart Money ‏                                             | Jack                                           |                                        |
| 1931 | The Millionaire ‏                                         | Schofield, Insurance Salesman                  |                                        |
| 1931 | عدو الشعب                                                | Tom Powers                                     |                                        |
| 1931 | Other Men's Women                                        | Ed "Eddie" Bailey                              |                                        |
| 1932 | Winner Take All ‏                                         | Jim "Jimmy" Kane                               |                                        |
| 1932 | The Crowd Roars ‏                                         | Joe Greer                                      |                                        |
| 1932 | Taxi!                                                    | Matt Nolan                                     |                                        |
| 1933 | Lady Killer ‏                                             | Dan Quigley                                    |                                        |
| 1933 | Footlight Parade                                         | Chester Kent                                   |                                        |
| 1933 | The Mayor of Hell                                        | Richard "Patsy" Gargan                         |                                        |
| 1933 | Picture Snatcher                                         | Danny Kean                                     |                                        |
| 1933 | Hard to Handle                                           | Myron C. "Lefty" Merrill                       |                                        |
| 1934 | The St. Louis Kid                                        | Eddie Kennedy                                  |                                        |
| 1934 | The Hollywood Gad-About                                  | Himself                                        | short subject                          |
| 1934 | هنا تأتي البحرية                                         | Chester "Chesty" J. O'Conner                   |                                        |
| 1934 | He Was Her Man                                           | Flicker Hayes, aka Jerry Allen                 |                                        |
| 1934 | Jimmy the Gent ‏                                          | "Jimmy" Corrigan                               |                                        |
| 1935 | Mutiny on the Bounty                                     | Extra                                          | uncredited                             |
| 1935 | A Midsummer Night's Dream                                | Bottom, the weaver                             |                                        |
| 1935 | The Irish in Us                                          | Danny O'Hara                                   |                                        |
| 1935 | G Men                                                    | "Brick" Davis                                  |                                        |
| 1935 | Devil Dogs of the Air                                    | Thomas Jefferson "Tommy" O'Toole               |                                        |
| 1935 | Trip Thru a Hollywood Studio                             | Himself                                        | short subject                          |
| 1935 | A Dream Comes True                                       | Himself                                        | short subject                          |
| 1935 | Frisco Kid                                               | Bat Morgan                                     |                                        |
| 1936 | Great Guy                                                | Johnny "Red" Cave                              |                                        |
| 1936 | Ceiling Zero                                             | Dizzy Davis                                    |                                        |
| 1937 | Something to Sing About ‏                                 | Terrence "Terry" Rooney                        | stage name of Thadeus McGillicuddy     |
| 1938 | ملائكة مع وجوه قذرة                                      | Rocky Sullivan                                 | Nominated - جائزة الأوسكار لأفضل ممثل  |
| 1938 | Boy Meets Girl                                           | Robert Law                                     |                                        |
| 1938 | For Auld Lang Syne                                       | Himself - Introducing arriving celebrities     | short subject                          |
| 1939 | The Roaring Twenties                                     | Eddie Bartlett                                 |                                        |
| 1939 | Each Dawn I Die                                          | Frank Ross                                     |                                        |
| 1939 | Hollywood Hobbies                                        | Himself                                        | short subject                          |
| 1939 | The Oklahoma Kid                                         | Jim Kincaid                                    |                                        |
| 1940 | City for Conquest                                        | Danny Kenny (Young Samson)                     |                                        |
| 1940 | Torrid Zone                                              | Nick "Nicky" Butler                            |                                        |
| 1940 | The Fighting 69th                                        | Jerry Plunkett                                 |                                        |
| 1941 | The Bride Came C.O.D.                                    | Steve Collins                                  |                                        |
| 1941 | The Strawberry Blonde                                    | T. L. "Biff" Grimes                            |                                        |
| 1942 | Yankee Doodle Dandy                                      | جورج م. كوهان                                  | جائزة الأوسكار لأفضل ممثل              |
| 1942 | Captains of the Clouds                                   | Brian MacLean (bush pilot)                     |                                        |
| 1943 | Johnny Come Lately                                       | Tom Richards                                   |                                        |
| 1943 | You, John Jones!                                         | John Jones                                     | short subject                          |
| 1944 | Battle Stations                                          | Narrator                                       | short subject                          |
| 1945 | دماء على الشمس                                           | Nick Condon                                    |                                        |
| 1947 | 13 Rue Madeleine                                         | Robert Emmett "Bob" Sharkey aka Gabriel Chavat |                                        |
| 1948 | The Time of Your Life ‏                                   | Joseph T. (who observes people)                |                                        |
| 1949 | White Heat                                               | Arthur "Cody" Jarrett                          |                                        |
| 1950 | The West Point Story ‏                                    | Elwin "Bix" Bixby                              |                                        |
| 1950 | Kiss Tomorrow Goodbye                                    | Ralph Cotter                                   |                                        |
| 1951 | Starlift                                                 | Himself                                        | Cameo                                  |
| 1951 | Come Fill the Cup                                        | Lew Marsh                                      |                                        |
| 1952 | What Price Glory? ‏                                       | Capt. Flagg                                    |                                        |
| 1953 | A Lion Is in the Streets                                 | Hank Martin                                    |                                        |
| 1955 | Mister Roberts                                           | Capt. Morton                                   |                                        |
| 1955 | The Seven Little Foys                                    | جورج م. كوهان                                  |                                        |
| 1955 | أحبني أو اهجرني                                          | Martin Snyder                                  | Nominated - جائزة الأوسكار لأفضل ممثل  |
| 1955 | Run for Cover                                            | Matt Dow                                       |                                        |
| 1956 | These Wilder Years                                       | Steve Bradford                                 |                                        |
| 1956 | Tribute to a Bad Man                                     | Jeremy Rodock                                  |                                        |
| 1957 | Short-Cut to Hell                                        | Himself                                        | in pre-credits sequence, also director |
| 1957 | لون تشاني                                                | لون تشاني                                      |                                        |
| 1959 | Shake Hands with the Devil ‏                              | Sean Lenihan                                   |                                        |
| 1959 | Never Steal Anything Small                               | Jake MacIllaney                                |                                        |
| 1960 | The Gallant Hours                                        | ويليام هالسي جونيور                            | also producer                          |
| 1961 | One, Two, Three                                          | C.R. MacNamara                                 |                                        |
| 1968 | Arizona Bushwhackers                                     | Narrator                                       |                                        |
| 1981 | Ragtime                                                  | Commissioner Rhinelander Waldo ‏                |                                        |

## روابط خارجية
- جيمس كاغني على موقع IMDb (الإنجليزية)
- جيمس كاغني على موقع الموسوعة البريطانية (الإنجليزية)
- جيمس كاغني على موقع روتن توميتوز (الإنجليزية)
- جيمس كاغني على موقع ألو سيني (الفرنسية)
- جيمس كاغني على موقع ميوزك برينز (الإنجليزية)
- جيمس كاغني على موقع تيرنر كلاسيك موفيز (الإنجليزية)
- جيمس كاغني على موقع أول موفي (الإنجليزية)
- جيمس كاغني على موقع قاعدة بيانات برودواي على الإنترنت (الإنجليزية)
- جيمس كاغني على موقع قاعدة بيانات برودواي على الإنترنت (الإنجليزية)
- جيمس كاغني على موقع قاعدة بيانات الأفلام السويدية (السويدية)